# Alexander Pawlowitsch Mogilewski
Alexander Pawlowitsch Mogilewski (geboren 1. Dezember 1885 in Mariupol, Russisches Kaiserreich; gestorben 1980 in Moskau) war ein russischer Maler.

## Leben
Alexander Mogilewski war ab 1907 Schüler an der Münchner Debschitz-Schule, die er bis 1911 besuchte, und außerdem Schüler bei Simon Hollósy an dessen privater Schule. 1910 hielt er sich in Italien, 1912 in Paris auf. Sein Malstil war von Hans von Marées und später von Henri Matisse beeinflusst. 1910 war er an der zweiten Ausstellung der 1909 gegründeten Neuen Künstlervereinigung München (NKVM) beteiligt, Anfang 1912 wurde er als Mitglied aufgenommen, kam aber sogleich in den Strudel der Austritte um den Blauen Reiter. August Macke und Franz Marc erwogen Mitte 1912, ihn zu einer Ausstellung einzuladen. In Berlin zeigte Herwarth Walden 1913 im Ersten Deutschen Herbstsalon sechs Werke Mogilewskis: Der Komet, Die Rosen, Landschaft, Landschaft mit zwei Figuren, Am Bach und Stilleben.
Bei Kriegsausbruch 1914 kehrte er nach Russland zurück. Im Gefolge der Russischen Revolution zog er 1920 nach Moskau. Dort konnte er die nächsten Jahrzehnte nur noch als Buchillustrator wirken. Die Vorlagen entstanden in Aquarelltechnik oder als Federzeichnung, mit ihnen wurden Bücher von mehr als siebzig sowjetischen Autoren illustriert. Eine eigenschöpferische künstlerische Tätigkeit war auf Exlibris beschränkt.
Bilder von Mogilewski befinden sich in St. Petersburg und in russischen Provinzmuseen. Sein Bild Ernte, das 1912 das Stadtmuseum Stettin erwarb, wurde 1937 als Entartete Kunst abgehängt, es gilt als vernichtet.